# Juri Pachljajew
Juri Sergejewitsch Pachljajew (kasachisch und russisch Юрий Сергеевич Пахляев, engl. Transkription Yuriy Sergeyevich Pakhlyayev; * 20. Dezember 1974 in Bor, RSFSR, UdSSR) ist ein ehemaliger kasachischer Leichtathlet, der sich auf den Hochsprung spezialisiert hat. Seine größten Erfolge feierte er mit dem Gewinn der Goldmedaille bei den Asienmeisterschaften 2000 und den Hallenasienmeisterschaften 2004.

## Sportliche Laufbahn
Erste internationale Erfahrungen sammelte Juri Pachljajew vermutlich im Jahr 1998, als er bei den Asienmeisterschaften in Fukuoka mit übersprungenen 2,19 m den sechsten Platz im Hochsprung belegte. Im Jahr darauf siegte er mit 2,25 m bei den Zentralasienspielen in Bischkek und 2000 siegte er mit einer Höhe von 2,23 m bei den Asienmeisterschaften in Jakarta. Anschließend nahm er an den Olympischen Sommerspielen in Sydney teil und schied dort mit 2,24 m in der Qualifikationsrunde aus. 2001 gewann er bei den Ostasienspielen in Osaka mit 2,15 m die Bronzemedaille hinter dem Südkoreaner Lee Jin-taek und Takahisa Yoshida aus Japan und im Jahr darauf belegte er bei den Asienspielen in Busan mit 2,10 m den achten Platz. 2004 siegte er mit übersprungenen 2,23 m bei den erstmals ausgetragenen Hallenasienmeisterschaften in Teheran und im Jahr darauf beendete er seine aktive sportliche Karriere im Alter von 30 Jahren.
In den Jahren 2000 und von 2002 bis 2004 wurde Pachljajew kasachischer Meister im Hochsprung.

## Persönliche Bestleistungen
- Hochsprung: 2,26 m, 15. Juli 2000 in Almaty
  - Hochsprung (Halle): 2,27 m, 28. Februar 1997 in Taschkent